# Wahlkreis Leipzig 4
Der Wahlkreis Leipzig 4 ist der Wahlkreis Nr. 28 bei den Wahlen zum Sächsischen Landtag. Er ist einer von acht Leipziger Wahlkreisen und umfasst die Ortsteile Probstheida, Meusdorf, Südvorstadt, Connewitz, Marienbrunn, Lößnig und Dölitz-Dösen.

## Wahl 2024
Für die Landtagswahl in Sachsen 2024 wurden die Leipziger Wahlkreise neu zugeschnitten. Der neue Wahlkreis Leipzig 4 setzt sich nun aus Teilen des bisherigen Wahlkreises Leipzig 2 zusammen, während der bisherige Wahlkreis Leipzig 4 auf die neuen Wahlkreise Leipzig 6 und Leipzig 7 aufgeteilt wurde.
Zur Landtagswahl 2024 traten folgende Direktkandidaten und Parteien an:
| Direktkandidat          | Partei              | Erststimmen in % | Zweitstimmen in % |
| ----------------------- | ------------------- | ---------------- | ----------------- |
| Jessica Steiner         | CDU                 | 22,0             | 23,6              |
| Alexander Wiesner       | AfD                 | 13,2             | 12,5              |
| Juliane Nagel           | Die Linke           | 36,5             | 18,7              |
| Gesine Märtens          | GRÜNE               | 8,3              | 15,4              |
| Gerald Eisenblätter     | SPD                 | 7,2              | 13,6              |
| Shehzad Shaikh          | FDP                 | 0,8              | 0,8               |
| Christian Martin Clemen | Freie Wähler        | 1,5              | 1,2               |
| Thomas Kumbernuß        | Die Partei          | 2,2              | 1,7               |
| –                       | Piraten             | –                | 0,4               |
| –                       | ÖDP                 | –                | 0,1               |
| –                       | BüSo                | –                | 0,0               |
| –                       | Tierschutz hier!    | –                | 0,9               |
| –                       | dieBasis            | –                | 0,2               |
| –                       | Bündnis C           | –                | 0,1               |
| –                       | Bündnis Deutschland | –                | 0,2               |
| Matthias Jung           | BSW                 | 8,3              | 9,7               |
| –                       | Freie Sachsen       | –                | 0,7               |
| –                       | V-Partei3           | –                | 0,2               |
| –                       | WU                  | –                | 0,1               |

## Wahl 2019
Bis zur Landtagswahl 2019 umfasste der Wahlkreis Leipzig 4 die Ortsteile Schleußig, Plagwitz, Lindenau, Altlindenau, Neulindenau, Leutzsch, Böhlitz-Ehrenberg und Lützschena-Stahmeln.
| Direktkandidat      | Partei               | Erststimmen in % | Zweitstimmen in % |
| ------------------- | -------------------- | ---------------- | ----------------- |
| Michael Weickert    | CDU                  | 20,0             | 21,4              |
| Marco Böhme         | Die Linke            | 24,4             | 17,4              |
| Irena Rudolph-Kokot | SPD                  | 7,0              | 9,4               |
| Falk-Gert Pasemann  | AfD                  | 14,3             | 13,9              |
| Claudia Maicher     | GRÜNE                | 26,9             | 24,0              |
| –                   | NPD                  | –                | 0,4               |
| Judith Münch        | FDP                  | 3,7              | 3,6               |
| Carola Schröder     | Freie Wähler         | 3,2              | 1,9               |
| –                   | Tierschutz           | –                | 1,9               |
| –                   | Piraten              | –                | 0,5               |
| –                   | Die PARTEI           | –                | 3,6               |
| –                   | BüSo                 | –                | 0,1               |
| –                   | ADPM                 | –                | 0,1               |
| Frank Fechner       | Blaue Partei         | 0,4              | 0,3               |
| –                   | KPD                  | –                | 0,1               |
| –                   | ÖDP                  | –                | 0,3               |
| –                   | Die Humanisten       | –                | 0,3               |
| –                   | PDV                  | –                | 0,1               |
| –                   | Gesundheitsforschung | –                | 0,4               |

## Wahl 2014
Zur Sächsischen Landtagswahl am 31. August 2014 gab es Veränderungen bei den Wahlkreisen. Seitdem trägt der Wahlkreis Leipzig 4 die Wahlkreisnummer 30.
| Amtliches Endergebnis der Landtagswahl am 31. August 2014 in Sachsen im Wahlkreis 030 Leipzig 4 (Ergebnisse in Prozent) |

| Direktkandidat      | Partei          | Erststimmen in % | Zweitstimmen in % |
| ------------------- | --------------- | ---------------- | ----------------- |
| Sebastian Gemkow    | CDU             | 24,9             | 26,1              |
| Volker Külow        | Die Linke       | 23,8             | 22,1              |
| Eva Brackelmann     | SPD             | 17,0             | 16,4              |
| Uwe Matrisch        | FDP             | 02,3             | 03,0              |
| Claudia Maicher     | GRÜNE           | 16,2             | 15,9              |
| Axel Radestock      | NPD             | 02,4             | 02,7              |
|                     | Tierschutz      | 0,×              | 01,6              |
| Florian Bokor       | Piraten         | 02,4             | 02,6              |
| Alexander Marhoffer | BüSo            | 00,3             | 00,2              |
|                     | DSU             | 0,×              | 00,1              |
| Christoph Neumann   | AfD             | 06,5             | 06,4              |
|                     | Pro Deutschland | 0,×              | 00,1              |
| Bert Sander         | Freie Sachsen   | 01,7             | 00,9              |
| Tom Rodig           | Die Partei      | 02,5             | 01,9              |

## Wahl 2009
Der Wahlkreis Leipzig 4 (Wahlkreis 28) ist ein Landtagswahlkreis in Sachsen. Er ist einer der sieben Leipziger Landtagswahlkreise und umfasst den gesamten Stadtbezirk Mitte, vom Stadtbezirk Ost die Ortsteile Neustadt-Neuschönefeld und Mölkau sowie vom Stadtbezirk Südost die Ortsteile Reudnitz-Thonberg und Stötteritz.
| Amtliches Endergebnis der Landtagswahl am 30. August 2009 in Sachsen im Wahlkreis 030 Leipzig 4 (Ergebnisse in Prozent) |

| Direktkandidat    | Partei        | Erststimmen in % | Zweitstimmen in % |
| ----------------- | ------------- | ---------------- | ----------------- |
| Christine Clauß   | CDU           | 28,9             | 29,5              |
| Skadi Jennicke    | Die Linke     | 22,5             | 20,6              |
| Katharina Krefft  | GRÜNE         | 18,5             | 15,9              |
| Dirk Panter       | SPD           | 15,6             | 15,1              |
| Sven Morlok       | FDP           | 9,1              | 8,6               |
| –                 | PIRATEN       | –                | 3,5               |
| Klaus Ufer        | NPD           | 2,9              | 2,9               |
| –                 | Tierschutz    | –                | 2,1               |
| –                 | DSU           | –                | 0,1               |
| –                 | PBC           | –                | 0,2               |
| Xenia Biereichelt | BüSo          | 1,1              | 0,3               |
| Jamal Cazare      | BILDUNG       | 1,3              | –                 |
| –                 | Freie Sachsen | –                | 0,7               |

## Wahl 2004
Die Landtagswahl 2004 hatte folgendes Ergebnis:
| Direktkandidat   | Partei     | Erststimmen in % | Zweitstimmen in % |
| ---------------- | ---------- | ---------------- | ----------------- |
| Christine Clauß  | CDU        | 32,0             | 30,4              |
| –                | PDS        | –                | 24,4              |
| Gunther Hatzsch  | SPD        | 33,9             | 18,4              |
| Katharina Krefft | GRÜNE      | 17,0             | 12,6              |
| –                | NPD        | –                | 4,5               |
| Sven Morlok      | FDP        | 8,9              | 5,3               |
| –                | DSU        | –                | 0,3               |
| –                | PBC        | –                | 0,4               |
| –                | GRAUE      | –                | 1,0               |
| –                | BüSo       | –                | 0,4               |
| –                | AUFBRUCH   | –                | 0,5               |
| –                | DGG        | –                | 0,3               |
| –                | Tierschutz | –                | 1,6               |
| Lothar Krägelin  | PLB        | 8,1              | –                 |